# Rosulabryum viridescens
Rosulabryum viridescens là một loài Rêu trong họ Bryaceae. Loài này được (Welw. & Duby) Ochyra mô tả khoa học đầu tiên năm 2003.